# Mili Poljičak
Mili Poljičak (sinh ngày 13 tháng 7 năm 2004) là một vận động viên quần vợt người Croatia.
Poljičak có thứ hạng đánh đơn ATP cao nhất là vị trí số 462 thế giới vào ngày 3 tháng 4 năm 2023. Anh cũng có thứ hạng đánh đôi ATP cao nhất là vị trí số 269 thế giới vào ngày 24 tháng 10 năm 2022.

## Sự nghiệp
Poljičak có lần đầu tham dự vòng đấu chính ATP tại Croatia Open Umag 2021 sau khi được đặc cách vào vòng đấu chính nội dung đôi. Anh và Admir Kalender đánh bại hạt giống số 2 Pablo Cuevas và Fabrice Martin ở vòng 1 sau hai set nhưng thua ở vòng tứ kết trước Fernando Romboli và David Vega Hernández sau ba set.
Tại giải Zagreb Open 2022 anh vào trận chung kết Challenger đầu tiên, nơi anh thua trước Filip Misolic. Cũng tại giải đấu này anh và Antonio Šančić vào vòng bán kết ở nội dung đôi. Với kết quả đó, anh đã vào top 550, đứng ở vị trí số 549 thế giới (tăng 923 bậc) ở bảng xếp hạng đơn và top 375 ở đôi (tăng 88 bậc) vào ngày 16 tháng 5 năm 2022.
Ở tuổi 18, anh được đặc cách vào vòng loại Giải quần vợt Wimbledon 2023.

## Chung kết Challenger và World Tennis Tour

### Đơn: 2 (1–1)
| Chú thích (đơn)             |
| --------------------------- |
| ATP Challenger Tour (0–1)   |
| ITF World Tennis Tour (1–0) |

| Danh hiệu theo mặt sân |
| ---------------------- |
| Cứng (1–0)             |
| Đất nện (0–1)          |
| Cỏ (0–0)               |
| Thảm (0–0)             |

| Kết quả | T–B | Ngày              | Giải đấu              | Thể loại          | Mặt sân | Đối thủ        | Tỷ số         |
| ------- | --- | ----------------- | --------------------- | ----------------- | ------- | -------------- | ------------- |
| Thua    | 0–1 | Tháng 5 năm 2022  | Zagreb, Croatia       | Challenger        | Đất nện | Filip Misolic  | 3–6, 6–7(6–8) |
| Thắng   | 1–1 | Tháng 11 năm 2022 | M15 Monastir, Tunisia | World Tennis Tour | Cứng    | Robin Bertrand | 6–1, 2–6, 6–4 |

## Chung kết Grand Slam trẻ

### Đơn: 1 (1 danh hiệu)
| Kết quả | Năm  | Giải đấu  | Mặt sân | Đối thủ       | Tỷ số              |
| ------- | ---- | --------- | ------- | ------------- | ------------------ |
| Vô địch | 2022 | Wimbledon | Cỏ      | Michael Zheng | 7–6(7–2), 7–6(7–3) |

### Đôi: 1 (1 danh hiệu)
| Kết quả | Năm  | Giải đấu     | Mặt sân | Đồng đội      | Đối thủ                    | Tỷ số    |
| ------- | ---- | ------------ | ------- | ------------- | -------------------------- | -------- |
| Vô địch | 2022 | Pháp Mở rộng | Đất nện | Edas Butvilas | Gonzalo Bueno Ignacio Buse | 6–4, 6–0 |